# ديسمبر 2007
ديسمبر 2007 هو الشهر الثاني عشر من عام 2007. بدأ الشهر يوم السبت، وانتهى يوم الاثنين بعد 31 يومًا.

## بوابة:أحداث جارية
| \| 1 ديسمبر 2007 (السبت) \| عدل \| تاريخ \| راقب \| تصفح \| |     |       |      |      |
| - واشنطن تسحب النص المتعلق بدعم مؤتمر أنابوليس من الأمم المتحدة والخارجية الأمريكية اعتبرت أن نتائج المؤتمر تتحدث عن نفسها (العربية) - مقتل 5 فلسطينيين من كتائب القسام في غارة إسرائيلية على غزة (العربية) - الإمارات تجدد مطالبتها باستعادة ثلاث جزر تحتلها إيران-(سي إن إن) - شافيز ينهي حملة أستفتاء تعديل الدستور بمهاجمة أمريكا-(سي إن إن) - نواب جبهة التوافق العراقية ينسحبون من البرلمان (بي بي سي) - الجيش التركي يقصف مواقع لحزب العمال الكردستاني (بي بي سي) - مسلحو القاعدة يقتلون 14 مدنيا في ديالى (بي بي سي) - حزب روسي: بوتين استخدم نفوذه لدعم حزبه بالانتخابات (الجزيرة) - المعارضة اللبنانية تنظم مهرجاناً بذكرى عام على احتجاجاتها (الجزيرة) |     |       |      |      |
| 1 ديسمبر 2007 (السبت) | عدل | تاريخ | راقب | تصفح |

| 1 ديسمبر 2007 (السبت) | عدل | تاريخ | راقب | تصفح |

| \| 2 ديسمبر 2007 (الأحد) \| عدل \| تاريخ \| راقب \| تصفح \| |     |       |      |      |
| - بغداد: نقل عدنان الدليمي إلى المنطقة الخضراء (بي بي سي) - تحذير من تعثر نشر قوة حفظ السلام في دارفور (بي بي سي) - الدول الكبرى تبحث مزيداً من العقوبات على إيران (بي بي سي) - محطات الوقود في غزة تعلن إغلاقها وإسرائيل تخفض امدادات الكهرباء وحماس تتهم حكومة فياض بتهديد حياة آلاف المرضى في القطاع (العربية) - في سابقة تاريخية الرئيس الروسي يحول الانتخابات التشريعية إلى استفتاء حول سياسته (العربية) - توقعات بتبني الأكثرية البرلمانية لترشيح سليمان رسمياً لرئاسة لبنان وتويني يخشى أن تصبح بزة الجيش ميزة الرؤساء الدائمة (العربية) - 3882 قتيلا أمريكيا بالعراق-(سي إن إن) - تركيا تؤكد قصف مواقع حزب العمال الكردستاني (الجزيرة) - بوتو تأخذ حملتها الانتخابية إلى معقل متشددي باكستان (رويترز) - نواب بريطانيون مسلمون يحاولون الافراج عن معلمة بالسودان (رويترز) |     |       |      |      |
| 2 ديسمبر 2007 (الأحد) | عدل | تاريخ | راقب | تصفح |

| 2 ديسمبر 2007 (الأحد) | عدل | تاريخ | راقب | تصفح |

| \| 3 ديسمبر 2007 (الإثنين) \| عدل \| تاريخ \| راقب \| تصفح \| |     |       |      |      |
| - إيران تريد إبرام اتفاقات اقتصادية وأمنية مع دول الخليج العربية (رويترز) - مبعوث فلسطيني يزور دمشق للتنسيق حول السلام (رويترز) - عون يجدد دعمه ترشيح قائد الجيش بلبنان لولاية رئاسية لعامين بناء على المبادرة التي طرحها عشية انتهاء ولاية لحود (العربية) - إسرائيل تبدأ إطلاق نحو 430 فتحاويا لتعزيز عباس أمام حماس (العربية) - شافيز يقر بخسارته في الاستفتاء على التعديلات الدستورية-(سي إن إن) - حزب بوتين يكتسح الانتخابات البرلمانية في روسيا ومراقبون أوروبيون يشككون في نزاهة الانتخابات-(سي إن إن) - ساركوزي في زيارة رسمية إلى الجزائر (بي بي سي) - رود يؤدي اليمين الدستورية رئيسا لوزراء أستراليا (بي بي سي) - الرئيس السوداني يصدر عفوا عن المدرسة البريطانية المتهمة بالإساءه إلى النبي محمد (بي بي سي) |     |       |      |      |
| 3 ديسمبر 2007 (الإثنين) | عدل | تاريخ | راقب | تصفح |

| 3 ديسمبر 2007 (الإثنين) | عدل | تاريخ | راقب | تصفح |

| \| 4 ديسمبر 2007 (الثلاثاء) \| عدل \| تاريخ \| راقب \| تصفح \| |     |       |      |      |
| - تقرير أمريكي: إيران أوقفت برنامجاً للتسلح النووي في 2003-(سي إن إن) - مصر تحتجز 11 من أعضاء الإخوان المسلمين (رويترز) - الداخلية العراقية تتطلع إلى سلطة أعتقال الحراس الأجانب (رويترز) - المعلمة البريطانية تغادر السودان بعد العفو عنها (رويترز) - مجلس التعاون يقرر إقامة سوق خليجية مشتركة (بي بي سي) - بغداد تطلب تمديد تفويض القوات الأمريكية (بي بي سي) - القذافي يشترط على فرنسا نصب خيمة قرب الأليزيه للقاءاته الرسمية أثناء زيارته لباريس (العربية) - خاطفو 5 بريطانيين بالعراق يمهلون لندن عشرة أيام للانسحاب من البلاد (العربية) - شرطة دبي تقبض على 300 صيني يديرون أكبر شبكة دعارة في المنطقة (العربية) |     |       |      |      |
| 4 ديسمبر 2007 (الثلاثاء) | عدل | تاريخ | راقب | تصفح |

| 4 ديسمبر 2007 (الثلاثاء) | عدل | تاريخ | راقب | تصفح |

| \| 5 ديسمبر 2007 (الأربعاء) \| عدل \| تاريخ \| راقب \| تصفح \| |     |       |      |      |
| - أحمدي نجاد: تقرير الاستخبارات الأمريكية نصر لإيران (بي بي سي) - مقتل ثلاثة من حماس في غارة إسرائيلية على غزة (بي بي سي) - سليمان إلتقى نصر الله والأوروبيون يواصلون مساعي الوساطة (الجزيرة) - ساركوزي يجدد إدانته للاستعمار ويتجنب الاعتذار للجزائر (الجزيرة) - وزير الدفاع الأمريكي في زيارة مفاجئة للعراق للوقوف على التقدم-(سي إن إن) - التحالف: ضربة قاصمة لقيادة طالبان بمقتل الملا إخلاص-(سي إن إن) - 100 عائلة عراقية تتقدم بشكاوى ضد حراس رئيس جبهة التوافق (العربية) - المعارضة السورية بالداخل تنتخب ابنة مؤسس البعث زعيمة لها (العربية) - الصين تقول إنها تريد حل النزاع الإيراني من خلال المفاوضات (رويترز) - ناسا تأمل في إطلاق رابع رحلة للمكوك الفضائي في ستة أشهر يوم الخميس (رويترز) - إعادة دفن حفيد مؤسس الصهيونية في القدس (رويترز) |     |       |      |      |
| 5 ديسمبر 2007 (الأربعاء) | عدل | تاريخ | راقب | تصفح |

| 5 ديسمبر 2007 (الأربعاء) | عدل | تاريخ | راقب | تصفح |

| \| 6 ديسمبر 2007 (الخميس) \| عدل \| تاريخ \| راقب \| تصفح \| |     |       |      |      |
| - قائد القوات الأمريكية بالعراق: لا احتفال بالنصر وأمامنا عمل شاق (العربية) - وزير إسرائيلي يلغي زيارته للندن لملاحقته قضائياً من فلسطينيين (العربية) - التمييز السعودية ترفض قتل أبو كاب وموقع إلكتروني للدفاع عنه (العربية) - اعتداء عنصري على مبتعث سعودي ببريطانيا يؤدي لكسر أنفه (العربية) - سجين في غوانتانامو يحاول الانتحار عبر قطع رقبته بظفره الحاد (العربية) - ملامح اتفاق بين الحريري وبري لتسوية الأزمة اللبنانية (الجزيرة) - أولمرت يمهد للمفاوضات وعباس يرفض محاورة حماس (الجزيرة) - الشرطة الباكستانية تمنع شريف من زيارة القاضي تشودري وذلك مع استمرار المشاورات بين أحزاب المعارضة (الجزيرة) - ألمانيا تقول إن إيران لا زالت تمثل تهديدا (رويترز) - بوش يبعث برسالة إلى الزعيم الكوري الشمالي كيم جونغ إل (رويترز) |     |       |      |      |
| 6 ديسمبر 2007 (الخميس) | عدل | تاريخ | راقب | تصفح |

| 6 ديسمبر 2007 (الخميس) | عدل | تاريخ | راقب | تصفح |

| \| 8 ديسمبر 2007 (السبت) \| عدل \| تاريخ \| راقب \| تصفح \| |     |       |      |      |
| - وزير الدفاع الأمريكي يحذر من أن إيران قد تستأنف برنامجها النووي فجأة ودعا لمواصلة الضغوط عليها (العربية) - عزة الدوري يفلت من محاولة لاعتقاله في قرية مجاورة لتكريت بناء على معلومات استخباراتية (العربية) - تأجيل جلسة البرلمان اللبناني لانتخاب رئيس البلاد للمرة السابعة وبان كي مون يحث السياسيين ليكونوا رجال دولة (العربية) - مطالب بالتحقيق في إتلاف سي آي أي تحقيقات غوانتانامو (الجزيرة) - الوسطاء يؤكدون فشل مفاوضات استقلال كوسوفو وروسيا دعت إلى استمرارها (الجزيرة) - باكستان تنهي الطوارئ في 15 ديسمبر ومقتل أنصار لبوتو (الجزيرة) - واشنطن تنتقد مشاريع سكنية إسرائيلية في القدس الشرقية (بي بي سي) - زاد: التقرير الاستخباراتي بشأن إيران عقد الموقف (بي بي سي) - مقتل ثمانية في هجوم إنتحاري بشمال العراق (رويترز) - أفغانستان: حلف الناتو يبدأ عملية عسكرية لاسترداد موسى قلعة-(سي إن إن) - سوريا تحظر Facebook لتمنع التسلل الإسرائيلي-(سي إن إن) |     |       |      |      |
| 8 ديسمبر 2007 (السبت) | عدل | تاريخ | راقب | تصفح |

| 8 ديسمبر 2007 (السبت) | عدل | تاريخ | راقب | تصفح |

| \| 9 ديسمبر 2007 (الأحد) \| عدل \| تاريخ \| راقب \| تصفح \| |     |       |      |      |
| - كوشنير معلقا على زيارة القذافي: من غير الوارد نسيان ضحاياه ووصفة بالمنتهك المحترف لحقوق الإنسان (العربية) - عمشيت بلدة قائد الجيش اللبناني في جبل لبنان تنتظر رئيس الجمهورية وذلك على أمل انتخابه الثلاثاء القادم (العربية) - براون يقوم بزيارة لم يعلن عنها من قبل للعراق (رويترز) - إسرائيل: لابد من مقايضة أراض بالقدس مع العرب (رويترز) - تضارب بشأن لقاء وشيك بمصر للحوار بين فتح وحماس (الجزيرة) - حزب شريف يقرر خوض الانتخابات بعد فشل اجتماع للمعارضة الباكستانية (الجزيرة) - جولة محادثات إيرانية - أمريكية جديدة حول العراق في يناير-(سي إن إن) - مقتل قائد الشرطة بمحافظة بابل في انفجار جنوبي بغداد-(سي إن إن) - خلافات سبقت توقيع الشراكة الاستراتيجية الأفرو-أوروبية (بي بي سي) - روسيا ترفض أي تسوية أحادية لمشكلة كوسوفو (بي بي سي) |     |       |      |      |
| 9 ديسمبر 2007 (الأحد) | عدل | تاريخ | راقب | تصفح |

| 9 ديسمبر 2007 (الأحد) | عدل | تاريخ | راقب | تصفح |

| \| 10 ديسمبر 2007 (الإثنين) \| عدل \| تاريخ \| راقب \| تصفح \| |     |       |      |      |
| - القذافي يصل باريس بأول زيارة رسمية منذ 34 عاماً وسط احتجاجات بموكب من 100 سيارة رسمية ووزير الخارجية الفرنسي سعيد لأنه لن يلتقيه (العربية) - توقع تأجيل جديد لانتخاب رئيس لبنان للخلاف على تعديل الدستور (العربية) - قتلى بقصف لسجن ببغداد وأمن البصرة يعود للعراقيين (الجزيرة) - ألبان كوسوفو يقتربون من إعلان الاستقلال بتأييد أوروبي (الجزيرة) - الاتحاد الأوروبي قلق من بناء مستوطنات إسرائيلية جديدة (بي بي سي) - إتهامات جديدة للسلطات المصرية بممارسة التعذيب (بي بي سي) - غرق 40 سائحا قبالة سواحل تركيا (بي بي سي) - مارك مولن وباراك يناقشان خطة ضربات وقائية محتملة ضد إيران-(سي إن إن) - بوتين يعلن دعمه لميدفيديف لخلافته برئاسة روسيا-(سي إن إن) - إسرائيل تريد من المواطنين في الخارج أن يعودوا-(سي إن إن) - عيد الأضحى الأربعاء 19 ديسمبر في السعودية ومصر (رويترز) |     |       |      |      |
| 10 ديسمبر 2007 (الإثنين) | عدل | تاريخ | راقب | تصفح |

| 10 ديسمبر 2007 (الإثنين) | عدل | تاريخ | راقب | تصفح |

| \| 11 ديسمبر 2007 (الثلاثاء) \| عدل \| تاريخ \| راقب \| تصفح \| |     |       |      |      |
| - مقتل 3 فلسطينيين في قصف إسرائيلي أثناء عملية توغل بجنوب غزة (العربية) - مقتل وجرح العشرات في انفجارين هزا العاصمة الجزائرية (العربية) - تأجيل جلسة البرلمان الخاصة باختيار رئيس للبنان لمدة أسبوع (العربية) - الجيش الأفغاني والقوات الدولية يسيطران على موسى قلعة (الجزيرة) - الكونغرس يستمع لمدير CIA بقضية إتلاف شرائط التحقيق مع معتقلي غوانتنامو-(سي إن إن) - ميدفيديف يقبل ترشيح بوتين للرئاسة ويرشحه لتولي الحكومة-(سي إن إن) - وزير الخارجية المصري: مصر لن توقع البروتوكول النووي الإضافي (رويترز) - نواب فرنسيون يقاطعون زيارة القذافي للجمعية الوطنية (بي بي سي) - خاتمي ينتقد سياسة نجاد أمام طلاب جامعة طهران (بي بي سي) |     |       |      |      |
| 11 ديسمبر 2007 (الثلاثاء) | عدل | تاريخ | راقب | تصفح |

| 11 ديسمبر 2007 (الثلاثاء) | عدل | تاريخ | راقب | تصفح |

| \| 12 ديسمبر 2007 (الأربعاء) \| عدل \| تاريخ \| راقب \| تصفح \| |     |       |      |      |
| - المفاوضات الفلسطينية - الإسرائيلية تنطلق اليوم وتخيم عليها المستوطنات وعمليات غزة (الجزيرة) - مقتل عشرة من موظفي الأمم المتحدة في اعتداءات الجزائر (الجزيرة) - مقتل الضابط اللبناني فرانسوا الحاج والمرشح لقيادة الجيش بانفجار في بعبدا (العربية) - ألمانيا تحتج على وصف زيمبابوي ميركل بانها فاشية (رويترز) - الحكومة التركية تسعى إلى سجن 54 رئيس بلدية مؤيدين للأكراد (رويترز) - 40 قتيل وحوالي مئة جريح في انفجار ثلاث سيارات مفخخة في مدينة العمارة جنوب العراق (بي بي سي) - الحركة الشعبية تنهي مقاطعتها للحكومة السودانية (بي بي سي) - الحكم على ألبرتو فوجيموري بالسجن 6 سنوات (بي بي سي) - بوش يدعو إيران لتبرير امتلاكها برنامجا نوويا سريا-(سي إن إن) - واشنطن تشدد الإجراءات الأمنية على المسافرين الأجانب-(سي إن إن) |     |       |      |      |
| 12 ديسمبر 2007 (الأربعاء) | عدل | تاريخ | راقب | تصفح |

| 12 ديسمبر 2007 (الأربعاء) | عدل | تاريخ | راقب | تصفح |

| \| 13 ديسمبر 2007 (الخميس) \| عدل \| تاريخ \| راقب \| تصفح \| |     |       |      |      |
| - الطالباني يدعو المسلحين إلى الانضواء في العملية السياسية (الجزيرة) - عون يكشف تفويضه من المعارضة لبحث ورقة جديدة لحل أزمة لبنان والإشتباه بأصوليين في اغتيال الحاج وبوش يطلب من سوريا وقف تدخلها (العربية) - روسيا وإيران تتفقان على جدول زمني للانتهاء من محطة نووية (رويترز) - خمسة من موظفي الأمم المتحدة لا يزالون مفقودين بعد إنفجار الجزائر (رويترز) - الصليب الأحمر يطالب بمعالجة الأزمة بالأراضي الفلسطينية (بي بي سي) - ساركوزي: القذافي لا يعتبر دكتاتوراً في العالم العربي (بي بي سي) - أمن البصرة يسلم للعراقيين يوم الأحد (بي بي سي) - غاري كاسباروف يتهم الكرملين بمنعه من خوض سباق الرئاسة-(سي إن إن) - رئيسة الأرجنتين: المزاعم الأمريكية زبالة في السياسة الدولية-(سي إن إن) |     |       |      |      |
| 13 ديسمبر 2007 (الخميس) | عدل | تاريخ | راقب | تصفح |

| 13 ديسمبر 2007 (الخميس) | عدل | تاريخ | راقب | تصفح |

| \| 15 ديسمبر 2007 (السبت) \| عدل \| تاريخ \| راقب \| تصفح \| |     |       |      |      |
| - وزير داخلية الجزائر يتهم القاعدة بتفجيري العاصمة الذين قتلا 24 شخص (العربية) - حماس ترفض مبادرة حواتمة وتتهم الفصائل بالانحياز لحركة فتح (العربية) - الرئيس الباكستاني يعلن إنهاء حالة الطوارئ في البلاد (العربية) - بوش يدعو إلى إطلاق سراح عشرات المعارضين السوريين فورا (العربية) - أمريكا ستأخذ البصمات العشر لزوارها وذلك لمنع العمليات الإرهابية (العربية) |     |       |      |      |
| 15 ديسمبر 2007 (السبت) | عدل | تاريخ | راقب | تصفح |

| 15 ديسمبر 2007 (السبت) | عدل | تاريخ | راقب | تصفح |

| \| 16 ديسمبر 2007 (الأحد) \| عدل \| تاريخ \| راقب \| تصفح \| |     |       |      |      |
| - القوات العراقية تتسلم أمن البصرة رسميا من البريطانيين (الجزيرة) - وولش يواصل مشاوراته قبيل جلسة انتخاب رئيس للبنان (الجزيرة) - القوات الإسرائيلية توقف 24 من مسؤولي حماس في نابلس وعمرو يقول أن التراجع عن انقلاب غزة أسهل من بدء مفاوضات مع عباس (العربية) - سفير أمريكا بالأمم المتحدة: لم نستبعدخيار الحرب مع إيران (العربية) - سلفا كير يرفع أسماء وزرائه للرئيس السوداني قريبا مستثنيا لام أكول (العربية) - عباس يلتقي ساركوزي عشية مؤتمر المانحين (بي بي سي) - السعودية تتعهد بإجراءات سلامة جديدة أثناء موسم الحج (بي بي سي) - مسؤولون عراقيون: طائرات تركية تقصف شمال العراق ومقتل امرأة (رويترز) - حرق ممتلكات مسيحيين في مدينة بصعيد مصر (رويترز) - إدارة بوش تطالب المحكمة والكونغرس بوقف التحقيق مع CIA-(سي إن إن) - كرزاي: المدارس الدينية معسكرات تدريب تفرخ الإرهابيين-(سي إن إن) |     |       |      |      |
| 16 ديسمبر 2007 (الأحد) | عدل | تاريخ | راقب | تصفح |

| 16 ديسمبر 2007 (الأحد) | عدل | تاريخ | راقب | تصفح |

| \| 17 ديسمبر 2007 (الإثنين) \| عدل \| تاريخ \| راقب \| تصفح \| |     |       |      |      |
| - تأجيل الموعد التاسع لانتخاب رئيس للبنان إلى 22 ديسمبر وأنباء عن مخرج للتعديل الدستوري واستمرار عقدة السلة الكاملة (العربية) - ساركوزي يفتتح مؤتمر المانحين بمساعدة 300 مليون دولار للفلسطينيين وتوقع جمع 5.6 مليار دولار وعباس يطلب وقف الاستيطان (العربية) - حكومة العراق تستدعي سفير تركيا للاحتجاج على القصف التركي-(سي إن إن) - روسيا: إكمال أول شحنات وقود نووي لمفاعل بوشهر الإيراني-(سي إن إن) - أستراليا تطالب الحلفاء بتغير الإستراتيجيات في أفغانستان-(سي إن إن) - العاهل السعودي يصدر عفوا عن فتاة القطيف (بي بي سي) - مصر وروسيا توقعان قريبا اتفاقا للتعاون النووي (بي بي سي) - واشنطن تدعو مشرف لانتخابات نزيهة وتشيد برفع الطوارئ (الجزيرة) - النتائج الأولية تظهر فوز حزب الرئيس بانتخابات قيرغيزستان (الجزيرة) - الحركة الشعبية: لا عودة للحرب الأهلية بالسودان (الجزيرة) - الظواهري: القوات البريطانية تهرب من العراق (رويترز) - الحجاج يغادرون مكة استعدادا لبدء مناسك الحج (رويترز) |     |       |      |      |
| 17 ديسمبر 2007 (الإثنين) | عدل | تاريخ | راقب | تصفح |

| 17 ديسمبر 2007 (الإثنين) | عدل | تاريخ | راقب | تصفح |

| \| 18 ديسمبر 2007 (الثلاثاء) \| عدل \| تاريخ \| راقب \| تصفح \| |     |       |      |      |
| - إسرائيل تقتل 9 فلسطينيين بغزة والجهاد تهدد بعمليات انتحارية (العربية) - رايس تزور كركوك بشكل مفاجئ حاملة دعوة للمصالحة بين العراقيين (العربية) - قوات تركية تتوغل بالأراضي العراقية لملاحقة متمردي الكردستاني (العربية) - سجن لبنانيين خططوا لتفجيرات بألمانيا احتجاجا على أزمة الكاريكاتور (العربية) - الحجاج يتجهون إلى عرفات لأداء الركن الأعظم من الحج (الجزيرة) - وزراء الحركة الشعبية يستأنفون نشاطهم بالحكومة السودانية (الجزيرة) - الحريري يرفض إعطاء المعارضة حق الفيتو في الحكومة اللبنانية الجديدة (رويترز) - كاسترو يشير الي انه لن يتشبث بالسلطة (رويترز) - مصرع 15 أفغانيا في كمين نصبه طالبانيون-(سي إن إن) - باكستان: فرار بريطاني متهم بمؤامرة تفجير طائرات ركاب-(سي إن إن) - بان كي مون يصل إلى الجزائر بعد أسبوع من التفجيرات (بي بي سي) - قتلى وجرحى بعد تجدد الإشتباكات في مقديشو (بي بي سي) - مجلس النواب الأمريكي يمنح اوج سان سو تشي زعيمة المعارضة في بورما أرفع ميدالياته (بي بي سي) |     |       |      |      |
| 18 ديسمبر 2007 (الثلاثاء) | عدل | تاريخ | راقب | تصفح |

| 18 ديسمبر 2007 (الثلاثاء) | عدل | تاريخ | راقب | تصفح |

| \| 19 ديسمبر 2007 (الأربعاء) \| عدل \| تاريخ \| راقب \| تصفح \| |     |       |      |      |
| - ساركوزي يمهل سوريا حتى السبت لانتخاب رئيس للبنان (العربية) - عشرات من ممثلي عشائر السنة يزورون قبر صدام حسين (العربية) - مجلة التايم الأمريكية تختار فلاديمير بوتين شخصية العام 2007 (العربية) |     |       |      |      |
| 19 ديسمبر 2007 (الأربعاء) | عدل | تاريخ | راقب | تصفح |

| 19 ديسمبر 2007 (الأربعاء) | عدل | تاريخ | راقب | تصفح |

| \| 20 ديسمبر 2007 (الخميس) \| عدل \| تاريخ \| راقب \| تصفح \| |     |       |      |      |
| - بوش يقول إن صبره على الأسد نفد ويستبعد الحوار المباشر مع سوريا (العربية) - المعلم يتهم واشنطن بعرقلة توجه سوري فرنسي لحلّ الأزمة اللبنانية (العربية) - إسرائيل تقتل 4 فلسطينيين بغزة وتخطط لأكبر مشروع استيطان بالقدس (العربية) - روسيا تؤكد أن محطة بوشهر الإيرانية النووية لن تعمل قبل آخر 2008 (العربية) - تركيا تتوعد بشن هجمات جديدة على المتمردين الأكراد (الجزيرة) - النواب الأمريكي يقر تمويلا لحرب العراق دون ربطه بالإنسحاب (الجزيرة) - لندن: تبرئة متهم بتنفيذ هجوم أسفر عن مقتل 29 شخصا-(سي إن إن) - حماس تسعى إلى إجراء محادثات حول هدنة مع إسرائيل-(سي إن إن) - حكومة كوسوفو: الاستقلال عن صربيا في غضون أسابيع (بي بي سي) - بوتو تتهم ضباط مخابرات بالضغط على مرشحي المعارضة كي ينسحبوا (رويترز) - استئناف الملاحة في قناة السويس بعد توقف قصير (رويترز) |     |       |      |      |
| 20 ديسمبر 2007 (الخميس) | عدل | تاريخ | راقب | تصفح |

| 20 ديسمبر 2007 (الخميس) | عدل | تاريخ | راقب | تصفح |

| \| 22 ديسمبر 2007 (السبت) \| عدل \| تاريخ \| راقب \| تصفح \| |     |       |      |      |
| - الجيش التركي يقصف مواقع لحزب العمال شمال العراق (الجزيرة) - حزب الله يحذر الحكومة اللبنانية من خيار الأغلبية البسيطة (الجزيرة) - رئيس لجنة أوقاف كربلاء يطلب حماية المراقد المقدسة من إيران (العربية) - واشنطن تحث مجلس الأمن على دراسة فرض عقوبات على سوريا (العربية) - البحرين تعتقل نشطين بعد أسبوع من الاضطرابات (رويترز) - ساركوزي: فرنسا قد تعزز قواتها في أفغانستان (رويترز) - باكستان تعتقل مشتبها به في تفجير إنتحاري بمسجد (رويترز) - السعودية تعلن إحباط مخطط إرهابي كان يستهدف إفشال موسم الحج-(سي إن إن) - شافيز يتعهد الإشراف على إطلاق رهائن بأيدي ثوار كولومبيا-(سي إن إن) - رايس: ليس لنا أعداء دائمون ونتطلع لحوار مع سوريا وإيران-(سي إن إن) - جعجع: لدينا والحكومة خطة إذا استمر التعطيل (بي بي سي) - مقتل شرطي مصري في عملية تهريب مهاجرين لإسرائيل (بي بي سي) |     |       |      |      |
| 22 ديسمبر 2007 (السبت) | عدل | تاريخ | راقب | تصفح |

| 22 ديسمبر 2007 (السبت) | عدل | تاريخ | راقب | تصفح |

| \| 23 ديسمبر 2007 (الأحد) \| عدل \| تاريخ \| راقب \| تصفح \| |     |       |      |      |
| - اعتقال 28 مسلحا يشتبه في انتمائهم للقاعدة في السعودية (بي بي سي) - غارات تركية جديدة على شمالي العراق (بي بي سي) - الفلسطينيون يحذرون من انهيار المفاوضات بسبب الاستيطان (الجزيرة) - صفير يدعو فرقاء لبنان إلى الإسراع بانتخاب الرئيس (الجزيرة) - حماس تنفي سعيها لعقد هدنة مع إسرائيل (الجزيرة) - صدمة في إسرائيل بعد رفض بوش إلقاء خطاب أمام الكنيست-(سي إن إن) - 6 قتلى و17 جريحاً بهجوم انتحاري على دورية للجيش الباكستاني-(سي إن إن) - أمريكا تثني على مساعدة إيران في تلجيم ميليشيا الصدر بالعراق (رويترز) - الجزائريون يتوقعون أن يرشح بوتفليقة نفسه لولاية ثالثة (رويترز) - التوافق تدعم مرشحي مجالس الصحوة لوزارات بحكومة المالكي والدليمي: الجبهة منا وسنصوت لها في البرلمان (العربية) |     |       |      |      |
| 23 ديسمبر 2007 (الأحد) | عدل | تاريخ | راقب | تصفح |

| 23 ديسمبر 2007 (الأحد) | عدل | تاريخ | راقب | تصفح |

| \| 24 ديسمبر 2007 (الإثنين) \| عدل \| تاريخ \| راقب \| تصفح \| |     |       |      |      |
| - الحكومة اللبنانية تقر تعديل الدستور لانتخاب العماد سليمان رئيسا وبري يعلن إنه لن يتسلم القانون لأنه يعتبر الحكومة غير شرعية (العربية) - أهالي طلبة إيرانيين يحتجون على إعتقالهم ويطالبون بإطلاق سراحهم وتجمعوا أمام السجن ليحتفلوا بالقرب منهم بليلة يلدا (العربية) - أولمرت يبحث تخفيف شروط إطلاق سراح الفلسطينيين المعتقلين-(سي إن إن) - مصادر: إطلاق سراح صحفي فرنسي مختطف بالصومال-(سي إن إن) - وقوع ضحايا في انهيار بناية في الإسكندرية بمصر (بي بي سي) - مسلحون يقتلون 4 سواح فرنسيين في موريتانيا (بي بي سي) |     |       |      |      |
| 24 ديسمبر 2007 (الإثنين) | عدل | تاريخ | راقب | تصفح |

| 24 ديسمبر 2007 (الإثنين) | عدل | تاريخ | راقب | تصفح |

| \| 25 ديسمبر 2007 (الثلاثاء) \| عدل \| تاريخ \| راقب \| تصفح \| |     |       |      |      |
| - الطالباني يعتبر اتفاقية الجزائر بين العراق وإيران ملغاة (الجزيرة) - إعتقالات بموريتانيا والسلطات تتعقب قتلة الفرنسيين (الجزيرة) - الطوائف الغربية المسيحية تحتفل بعيد الميلاد (الجزيرة) - هجمات إنتحارية تقتل 33 شخصا شمالي بغداد (رويترز) - مصر ترفض اتهاما إسرائيليا بسوء الأداء في مواجهة تهريب السلاح لغزة (رويترز) - في أكبر دفعة قادمة من الجمهورية الإسلامية الإيرانية مجموعة يهودية إيرانية تهاجر إلى إسرائيل لأول مرة منذ سنوات (العربية) - وزير الداخلية الصومالي يعلن تحقيق إنتصارات في مواجهة الإسلاميين (العربية) - أفغانستان تطرد دبلوماسيين غربيين (بي بي سي) - رئيس الوزراء التايلاندي السابق يفكر في العودة إلى بلاده (بي بي سي) - إسرائيل: استخدام القنابل العنقودية في حرب لبنان كان قانونيا-(سي إن إن) - نيبال: فقدان 200 شخص في احتفال اكتمال القمر-(سي إن إن) |     |       |      |      |
| 25 ديسمبر 2007 (الثلاثاء) | عدل | تاريخ | راقب | تصفح |

| 25 ديسمبر 2007 (الثلاثاء) | عدل | تاريخ | راقب | تصفح |

| \| 26 ديسمبر 2007 (الأربعاء) \| عدل \| تاريخ \| راقب \| تصفح \| |     |       |      |      |
| - باراك يلتقي مبارك لبحث أزمة أنفاق تهريب الأسلحة وأمن الحدود وباراك يقول أن إسرائيل لن تخسر الحرب القادمة (العربية) - أولمرت ينتظر من الأسد إجابة حول إمكانية عقد مفاوضات سلام (العربية) - إيران ترفض تصريحات الطالباني وتتمسك باتفاقية الجزائر (الجزيرة) - الحكومة العراقية تقر قانونا للعفو عن آلاف السجناء (الجزيرة) - أولمرت وعباس يجتمعان الخميس في محاولة لانقاذ محادثات السلام (رويترز) - حماس تقول لن تتراجع عن مطالبها للإفراج عن شاليط (رويترز) - مشرف وكرزاي يتعهدان بتعزيز التعاون الامني (رويترز) - الجيش الأمريكي يعلن مقتل الزوبعي أحد أمراء القاعدة بالعراق-(سي إن إن) - قتال بحري ضار بين نمور التاميل والقوات السريلانكية-(سي إن إن) - السجن 8 سنوات لفرنسيين أدينوا بنقل أطفال من تشاد (بي بي سي) - مارادونا يرغب في مقابلة أحمدي نجاد (بي بي سي) |     |       |      |      |
| 26 ديسمبر 2007 (الأربعاء) | عدل | تاريخ | راقب | تصفح |

| 26 ديسمبر 2007 (الأربعاء) | عدل | تاريخ | راقب | تصفح |

| \| 27 ديسمبر 2007 (الخميس) \| عدل \| تاريخ \| راقب \| تصفح \| |     |       |      |      |
| - اغتيال بينظير بوتو في هجوم انتحاري على موكبها بباكستان (العربية) - دمشق تدعو واشنطن إلى العمل من أجل سلام بين إسرائيل وسوريا (العربية) - الجيش الأمريكي يقتل 11 عنصرا من الميليشيات الشيعية (العربية) - مبارك يتهم وزيرة الخارجية الإسرائيلية بتخطي الخطوط الحمراء (العربية) - قيادي في البوليساريو: نقبل الحكم الذاتي إذا اختاره الصحراويون (العربية) - أولمرت يرفض الوقف الكامل للاستيطان (رويترز) - متمردون بدارفور يقولون إنهم اسقطوا طائرة حكومية (رويترز) - قتلى وجرحى بهجوم على قاعدة عسكرية بشمال موريتانيا (الجزيرة) - تشاد تتهم السودان بالإعداد لهجوم عليها (الجزيرة) - موسى يحث العرب على بدء التشاور والتعاون مع إيران (بي بي سي) - الأغلبية النيابية في لبنان تطالب بإقرار تعديل الدستور (بي بي سي) - ثغرات هائلة في الدفاع الجوي الأمريكي مع تعطيل 450 طائرة F15-(سي إن إن) - كولومبيا توافق على خطة شافيز لتحرير 3 رهائن لدى فارك-(سي إن إن) |     |       |      |      |
| 27 ديسمبر 2007 (الخميس) | عدل | تاريخ | راقب | تصفح |

| 27 ديسمبر 2007 (الخميس) | عدل | تاريخ | راقب | تصفح |

| \| 28 ديسمبر 2007 (الجمعة) \| عدل \| تاريخ \| راقب \| تصفح \| |     |       |      |      |
| - الداخلية الباكستانية: القاعدة وراء اغتيال بوتو (بي بي سي) - معدات عسكرية للسعودية تشعل معركة بين بوش والكونغرس (بي بي سي) - تأجيل الانتخابات الرئاسية اللبنانية إلى 12 يناير (رويترز) - بوش يناقش مع غول جهود مواجهة المتمردين الأكراد في 8 يناير (رويترز) - يهود إيران: مزاعم الهجرة الجماعية أكاذيب ومؤامرة صهيونية-(سي إن إن) - نواكشوط تربط بين مهاجمي العائلة الفرنسية وتنظيم القاعدة-(سي إن إن) - سيارة مفخخة تقتل وتجرح العشرات بسوق وسط بغداد (الجزيرة) - نتائج انتخابات كينيا تعلن السبت وكيباكي وأودينغا متقاربان (الجزيرة) - المدانون بخطف أطفال دارفور يغادرون تشاد باتجاه فرنسا (الجزيرة) - الخارجية الإسرائيلية تسعى لإخراج سوريا من ما يسمى محور الشر (العربية) - نائب مصري يحتج على إقامة ساركوزي وعشيقته بغرفة واحدة في مصر واعتبر سلوكه منافيا للقيم الأخلاقية في بلد الأزهر (العربية) |     |       |      |      |
| 28 ديسمبر 2007 (الجمعة) | عدل | تاريخ | راقب | تصفح |

| 28 ديسمبر 2007 (الجمعة) | عدل | تاريخ | راقب | تصفح |

| \| 29 ديسمبر 2007 (السبت) \| عدل \| تاريخ \| راقب \| تصفح \| |     |       |      |      |
| - بن لادن يدعو لرفض خطة أميركية للسيطرة على نفط العراق (الجزيرة) - السنيورة يتهم بري بمصادرة صلاحيات مجلس النواب (الجزيرة) - الجدل يشتعل حول أسباب وفاة بوتو وباكستان ترفض تحقيقا دوليا والحكومة تعربت عن استعدادها لنبش الجثة وتشريحها (العربية) - رحيل رئيس البرلمان اليمني عبد الله الأحمر عن عمر يناهز 74 عاما (العربية) - انتهاء التحقيق بملفات المتورطين بتفجيرات الرياض تمهيدا لبدء محاكمتهم (العربية) - وزير الداخلية الفلسطيني: حكومة عباس تفكك الجماعات المسلحة (رويترز) - مقتل العشرات في اشتباكات على الحدود بين شمال وجنوب السودان (رويترز) - مفاوضات مكثفة لإنهاء ازمة الحجاج الفلسطينيين (بي بي سي) - إضطرابات في كينيا ووقف فرز الأصوات (بي بي سي) - الافراج عن أاسترالي إعتقل في جوانتانامو لخمس سنوات (بي بي سي) - بدء عملية لتحرير رهائن كولومبيين لدى ثوار فارك-(سي إن إن) - إيران تتسلم شحنة ثانية من الوقود النووي الروسي لمفاعل بوشهر-(سي إن إن) - المالكي يسافر إلى لندن للعلاج-(سي إن إن) |     |       |      |      |
| 29 ديسمبر 2007 (السبت) | عدل | تاريخ | راقب | تصفح |

| 29 ديسمبر 2007 (السبت) | عدل | تاريخ | راقب | تصفح |

| \| 30 ديسمبر 2007 (الأحد) \| عدل \| تاريخ \| راقب \| تصفح \| |     |       |      |      |
| - مصر تنقل حجاج غزة إلى العريش قرب الحدود مع القطاع (الجزيرة) - جماعتان عراقيتان تنتقدان دعوة بن لادن لرفض مجالس الصحوة (الجزيرة) - أولمرت يطالب السلطة الفلسطينية بمواجهة المقاومة (الجزيرة) - بري" تصالح العرب في ما بينهم يحل الأزمة وساركوزي يعلق الإتصالات مع سوريا لحين إثبات نيتها بحل أزمة لبنان (العربية) - حزب الشعب الباكستاني يقر وصية بوتو بتعيين نجلها زعيما للحزب (العربية) - إجراءات أمنية مشددة بتكريت في ذكرى إعدام صدام حسين (العربية) - مشرعان أمريكيان: الأسد يتعهد بالافراج عن معارضين (رويترز) - أوروبا تتبرأ من كيماويات صادرتها إسرائيل (رويترز) - كينيا: فوز كيباكي بفترة رئاسية جديدة وسط انتقادات-(سي إن إن) - بتريوس: القاعدة متخوفة من تراجع الدعم بالعراق وما زالت خطرة-(سي إن إن) |     |       |      |      |
| 30 ديسمبر 2007 (الأحد) | عدل | تاريخ | راقب | تصفح |

| 30 ديسمبر 2007 (الأحد) | عدل | تاريخ | راقب | تصفح |

| \| 31 ديسمبر 2007 (الإثنين) \| عدل \| تاريخ \| راقب \| تصفح \| |     |       |      |      |
| - الحجاج الفلسطينيون يعتصمون ويرفضون العودة إلا من رفح (الجزيرة) - القوة المشتركة تتسلم اليوم مهامها رسميا في دارفور (الجزيرة) - باكستان تتخذ قرارا يوم الثلاثاء بخصوص الانتخابات (رويترز) - عباس يحث حماس على قبول إجراء انتخابات مبكرة (رويترز) - مصر تحذر إسرائيل من أعمال انتقام دبلوماسية (رويترز) - 2007 ينتهي بمواجهات جديدة بين فتح وحماس خلفت 3 قتلى في غزة وذلك بسبب الإحتفال بالذكرى إطلاق حركة فتح (العربية) - مقتل 9 أشخاص بتفجير إنتحاري استهدف عناصر للصحوة شمال بغداد (العربية) - بوش يوقع قانوناً يقضي بحظر الاستثمار في السودان-(سي إن إن) - أولمرت يأمر بعدم بناء مستوطنات في الضفة دون موافقته-(سي إن إن) - دمشق مستاءة من تصريحات ساركوزي (بي بي سي) - حزبا الشعب والرابطة يرفضان تأجيل انتخابات باكستان (بي بي سي) - مقتل أكثر من مئة في أعمال العنف بكينيا (بي بي سي) |     |       |      |      |
| 31 ديسمبر 2007 (الإثنين) | عدل | تاريخ | راقب | تصفح |

| 31 ديسمبر 2007 (الإثنين) | عدل | تاريخ | راقب | تصفح |